# 체르비나라
체르비나라(이탈리아어: Cervinara)는 이탈리아 캄파니아주 아벨리노도의 코무네다.